# Nychiodes safidaria
Nychiodes safidaria là một loài bướm đêm trong họ Geometridae.